# Greyhound (film, 2020)
Greyhound är en amerikansk krigs- och actionfilm från år 2020 regisserad av Aaron Schneider, med Tom Hanks i huvudrollen och som manusförfattare. 

## Produktion
Filmen är baserad på Den gode herden, en roman från 1955 av den brittiska författaren C. S. Forester. I september 2016 blev det känt att Tom Hanks arbetade med ett manus om en jagare i den Amerikanska flottan under Andra världskriget. I februari 2017 uppdrogs Aaron Schneider att regissera filmen, och Sony Pictures köpte rättigheterna till den. I mars året därpå påbörjades inspelningen av filmen ombord på USS Kidd i Baton Rouge.
Den amerikanska premiären av filmen var till en början planerad till den 12 juni 2020, men fick skjutas fram på grund av den pågående COVID-19-pandemin. Senare såldes distributionsrättigheterna till Apple TV+, som släppte filmen digitalt den 10 juli samma år.

## Handling
Filmen utspelar sig under slaget om Atlanten och handlar om en av de allierades fartygskonvojer som transporterar soldater, utrustning och förnödenheter från Amerika till Liverpool i Storbritannien. Konvojen, som har namnet HX-25, består av 37 fartyg och den eskorteras av de allierades örlogsfartyg, däribland den amerikanska jagaren USS Keeling (som har kodnamnet Greyhound) och ytterligare några jagare från andra länder. Eskortfartygen står under den amerikanska kommendören Ernest Krauses befäl. Krause är även befälhavare ombord på Greyhound, vilket är hans första uppdrag som befälhavare i krigstid.
När konvojen har färdats så långt ut på Atlanten att den är utom räckhåll för flygunderstöd snappar man med hjälp av pejling man upp radiosignaler från tyska ubåtar. Greyhound identifierar ubåten, som har gått i ytläge och som är på väg mot konvojen, och ändrar kurs för att möta den. Ubåten dyker, men genom sonar lokaliseras den och sänks av Greyhound.
Kort därpå uppmärksammar besättningen nödraketer som avfyrats från ett grekiskt handelsfartyg i den bakre delen av konvojen. Handelsfartyget har blivit angripet och sjunker nu. Krause ger order om att Greyhound ska undsätta handelsfartyget. Efter räddningsmanövern får Greyhound, från de andra eskortfartygen, rapporter om att en tysk vargflock av ubåtar följer konvojen utanför skotthåll. När mörkret faller påbörjar så de tyska ubåtarna att angripa konvojen, fem handelsfartyg torpederas och sänks.  
Dagen därpå koncentrerar de tyska ubåtarna sina angrepp mot Greyhound. Tyskarna avfyrar flera torpeder mot fartyget, samtidigt som även andra eskortfartyg angrips och ett till och med sänks. Eskortfartygen slår tillbaka, men skadas samtidigt i striderna. Krause bryter radiotysnaden och skickar ett nödrop till Amiraliteten i Storbritannien. Den sista dagen som konvojen befinner sig utom räckhåll för flygunderstöd samlar sig de kvarvarande tyska ubåtarna till nytt fullskaligt angrepp. Efter omfattande strider lyckas dock Greyhound sänka befälsubåten. Kort därefter siktas det brittiska flygvapnets bombplan, av modellen PBY Catalina, som sänker den kvarvarande av de tyska ubåtarna. 
Under tiden som Krause bedömer skadorna som ubåtarna åsamkat dem, får han ett meddelande från befälet för den avlösande eskortstyrkan om att de har ankommit och att Greyhound därför kan sätta kurs mot Derry, i dagens Nordirland, tillsammans med två andra eskortfartyg. I Derry ska örlogsfartygen repareras för sina skador och förberedas för framtida uppdrag. När Greyhound och de två andra örlogsfartygen sätter ny kurs hyllas de av besättningarna i fartygskonvojen som skickar upp raketer och hurrar.

## Medverkande (i urval)
- Tom Hanks som kommendör Ernest Krause, befälhavare ombord på Greyhound.
- Stephen Graham som örlogskapten Charlie Cole, sekond ombord på Greyhound.
- Rob Morgan som George Cleveland.
- Elisabeth Shue som Evelyn, Krauses förälskelse.
- Manuel Garcia-Rulfo som Lopez.
- Karl Glusman som Eppstein.
- Tom Brittney som kapten Watson.
- Jake Ventimiglia som Fippler.
- Matt Helm som kapten Nystrom.